# フジミツ
フジミツ株式会社は、水産練製品製造業者である。本社を山口県長門市に置く。2008年水産練製品売上高第8位。
特産の焼き抜き蒲鉾をはじめ、ちくわやカニカマなどの各種魚肉練り製品を販売している。テレビCMの「やっぱフジミツやのう」というフレーズが山口県内で広く知られている。

## 沿革
- 1887年（明治20年）- 藤田久蔵（初代）が長門市仙崎で蒲鉾製造業を創業。
- 1902年（明治35年）- 久蔵の甥にあたる藤田光蔵（二代目）が藤光商店を設立。
- 1942年（昭和17年）- 戦時の経済統制令による企業合同に参加し、仙崎蒲鉾有限会社を設立。この経営に藤田久作（三代目）が参画。
- 1946年（昭和21年）- 終戦により仙崎蒲鉾有限会社が解散。
- 1948年（昭和23年）
  - 藤田久作を代表として、企業組合藤光本店を設立。
  - 下関営業所を開設。
- 1960年（昭和35年）- 長門市白潟（長門市仙崎）に白潟工場を建設。
- 1964年（昭和39年）- 藤光蒲鉾株式会社を設立。
- 1967年（昭和42年）- 現本社所在地に新工場を建設し、移転。
- 1969年（昭和44年）- 新工場（現・本社工場）に高松宮殿下をお迎えする。
- 1970年（昭和45年）
  - 代表取締役に藤田光久（四代目）が就任。
  - 同業3社共同で汚水処理施設を完成させる。
- 1980年（昭和55年）
  - 山口県大津郡三隅町（現・長門市三隅下）に三隅工場を建設。
  - 社名を藤光蒲鉾工業株式会社に変更。
- 1984年（昭和59年）- 営業管理部を設置。
- 1987年（昭和62年）- 従業員温泉保養施設「宝楽苑」を三隅町湯免温泉に新設。
- 1988年（昭和63年）- 食品衛生優良工場として厚生大臣表彰を受ける。
- 1990年（平成2年）- 食品産業優良企業として農林水産大臣表彰を受ける。
- 1992年（平成4年）
  - 藤田光久が長門市長に就任し、2期務める。
  - 長門市仙崎に仙崎工場を建設。
- 1993年（平成5年）- 旧ギフト部門を「藤光海風堂」にリニューアル。
- 1994年（平成6年）
  - 三隅工場にオーダーピッキング物流システムを導入。
  - 広島営業所を開設。
- 1995年（平成7年）- 三隅工場のオーダーピッキング物流システムが、日本経済新聞主催の「'95日経優秀先端事業所賞」を受賞する。
- 1996年（平成8年）
  - カニ風味かまぼこの生産を開始。
  - 本社・工場・営業所をつなぐ「イントラネット」を構築。
- 1997年（平成9年）- 東京出張所を開設。
- 1998年（平成10年）- 三隅工場に自家発電施設を建設。
- 2000年（平成12年）- M&Aにより山九水産株式会社を子会社化する。
- 2001年（平成13年）- 山口市湯田温泉に藤光海風堂湯田店を開設する。
- 2002年（平成14年）- 代表取締役に藤田雅史（五代目）が就任。
- 2003年（平成15年）
  - 藤田雅史が全国蒲鉾青年協議会の第15代会長に就任。
  - 本社工場にレトルト製造ラインを導入。
- 2004年（平成16年）- 山口県内の異業種企業6社が共同出資し、きららオーガニックライフ株式会社を設立。
- 2005年（平成17年）- 福岡県の老舗蒲鉾会社である株式会社魚嘉を買収し、事業運営会社として株式会社博多魚嘉を設立。
- 2006年（平成18年）- 株式会社中村屋と共同出資をし、株式会社博多中村屋を設立。
- 2007年（平成19年）- CIを導入。社名をフジミツ株式会社に変更。
- 2008年（平成20年）- ISO 22000の認証を取得。
- 2010年（平成22年）- 中国山東省栄成市に、栄成泰正食品有限公司との合弁で栄成泰正藤光食品有限公司を設立。また子会社として栄成藤光食品有限公司を設立。
- 2013年（平成25年）
  - 株式会社カネシロと業務提携。
  - 韓国釜山に釜山支店を設立する。
- 2015年（平成27年）- 株式会社宝栄を買収。フジミツ美祢工場として製麺事業を開始。

## 主な商品
- 蒲鉾
- 竹輪
- 揚げ物
- チーズころん
- おでん
- かに風味かまぼこ
- 炊き込みご飯の素
- めかぶ・もずく

## 関連企業
- 株式会社博多魚嘉 - 水産練製品製造業者。2005年に福岡の老舗蒲鉾会社株式会社魚嘉を買収し、事業運営会社として設立。2007年9月7日にISO22000を取得。
- 株式会社博多魚嘉仙崎事業所
- きららオーガニックライフ株式会社 - 美祢市美東町の観光農園。
- 山九水産株式会社 - 水産練製品製造業者。鉄道弘済会九州支部（現・JR九州リテール）の関連会社として設立。2000年にM&Aによりフジミツ傘下となる。現在もJR九州管内のキヨスク向けの製品も販売している。2008年6月1日に大留蒲鉾株式会社の製造部門との共同運営を開始。2009年7月16日にISO22000を取得。
- 株式会社FMながと - 長門市を放送エリアとするコミュニティ放送。
- 株式会社チルドエクスプレス
- 株式会社博多中村屋 - 2006年に株式会社中村屋との共同出資により設立。博多ブランドのギフト商品の営業展開を行う。
- 栄成泰正藤光食品有限公司 - 水産練製品製造業者。2010年に中国山東省栄成市に栄成泰正食品有限公司との合弁で設立。栄成泰正食品有限公司は、泰祥食品集団（グループ）の子会社の一社。